# ケトンの不斉還元
ケトンの不斉還元（英語:Enantioselective ketone reductions）とは、プロキラルなケトンを、キラルで、かつ、ラセミ体でないアルコールに変換する方法である。
ケトンの炭素はsp2混成軌道であるため、平面的で不斉中心になり得ない。これに対してアルコールの官能基である水酸基が結合した炭素はsp3混成軌道を取り得るため、この炭素に水酸基とは異なる3種類の置換基が結合した場合、不斉中心になり得る。もしケトンに対し、単純に水素を付加してアルコールにすると、アルコールに不斉中心ができる場合には、ケトンが持つ平面のどちら側から水素が付加するかを制御していないために、半々の確率で立体配置の異なるアルコールが生成するから、生成物はラセミ体になってしまう。立体配置が異なっていても多くの物理的化学的性質は同じであるために、ラセミ体から片方の立体配置のアルコールだけを取り出すことは難しい。この問題を解決して、欲しい立体配置のアルコールだけを得るための手法が、ケトンの不斉還元である。

## 概要
H2が炭素-酸素二重結合に付加するカルボニル還元は、直接アルコールを合成する方法である。この反応には水素化アルミニウムリチウム、水素化ホウ素ナトリウム、水素化ホウ素アルコキシド、水素化アルミニウムアルコキシドやボランなど当量の還元剤が必要になる。立体選択的なケトンの還元のため、化学者は最初、キラルで、かつ、ラセミ体ではない還元剤の合成に注力した。しかしキラルな還元剤は高い立体選択性を示すものの、反応当量が必要であることが壁となった、
触媒によるケトンの非対称還元は、ボランやカテコールボランを還元剤として当量使用した時に、触媒としてオキサザボロリジンを使った時に達成された。オキサザボロリジンは今でも単純なケトンの還元に日常的に用いられている。
最近では、立体選択的還元の際、水素 (H2)や蟻酸(HCO2H)、イソプロパノール((CH3)2CHOH)など、安価な還元剤を利用できる触媒として遷移金属に注目が集まっている。蟻酸とイソプロパノールは、H2分子が還元剤から基質に移動する移動水素化に用いられる。遷移金属の触媒する反応で起こる不斉誘導は、キラルなルイス塩基性配位子を触媒量使用することで起こる。金属触媒にキレート配位できるケトンは、遷移金属触媒を利用した際の立体選択性がオキサザボロリジンに比べて高くなり、副反応も起こりにくくなる。
(1)
ケトンの不斉還元は、不斉中心を持ったアルコールのうち、特定の立体配置を持ったアルコールを合成するために幅広く用いられている。

## 反応機構と立体化学

### オキサザボロリジン反応
オキサザボロリジン還元の反応機構は、ab initioという計算法によって明らかになった。ボランがオキサザボロリジンの窒素原子に配位することで錯体Iが生成し、これにケトン分子が配位することで錯体IIが生成する。錯体IIから錯体IIIへのヒドリドシフトの途中の遷移状態でかさ高い置換基であるケトンは、多くの場合、窒素原子に結合し、外向きに配座されているオキサザボロリジンの置換基との立体障害を避けるため内向きに配座される。ヒドリドシフトが完了すると、錯体IIIが切り離されて次の反応が起こる。
(2)

### 遷移金属触媒反応
遷移金属触媒反応は還元剤や金属によって反応機構が変わるため、様々な反応機構で進む可能性がある。しかし詳細な反応機構にかかわらず、立体選択性を決めるのは金属中心に結合するキラルな配位子の空間的性質である。信頼できる立体化学モデルとして、BINAPを用いた還元のモデルが開発されている。BINAPがルテニウムのような遷移金属にキレート配位すると、リン原子の擬アキシアル位もしくは擬エカトリアル位にフェニル基が結合する。擬エカトリアル位に結合したフェニル基は、BINAPの配位子と反対側の空間を占めようとし、その結果キレート配位することができるケトンが優先して生成する（α-アミノケトンやβ-ケトエステルなど）。ここで生成するケトンは多くの場合より開けた空間を占有するので、面を1つしか持たないケトンへの水素伝達が容易になる。錯体は空間的にC2対称であるため、面を1つしか持たないケトンが開放空間で触媒と反応できるようになる。
(3)

## 特長と限界

### 量論的不斉水素還元
キラルなアルコキシド配位子によって修飾された水素化アルミニウムリチウム(LAH)は、高い収率と立体選択性を示すため、不斉合成に用いられる。これには不均化やLAHが起こす余計な還元反応を抑制するため、BINOLなどが使用される。キラルなジアミンやアミノアルコールが不斉還元のためのLAHの修飾に用いられる。
(4)
キラルに修飾されたヒドロホウ素化物もケトンの不斉還元に有用である。アミノ酸の誘導体である安価な配位子がヒドロホウ素化物の修飾に用いられ、高い立体選択性を実現している。
(5)
キラルなアルキル水素化ホウ素化物は、キラルなアルケンをジアステレオ選択的にヒドロホウ素化することが可能である。ピネンから得られるボランは、この場合では不斉還元に利用されてきた。中性のアルコキシボランは、この還元によって生じる。
(6)

### ケトンの触媒還元
ボランまたはカテコールボランをケトンの還元剤として用いる際、キラルなオキサザボロリジンを触媒として用いることができる。カテコールボランは、ボランがルイス塩基に付加した溶液の代わりに用いることができる。
(7)
正味の変化が、ある有機分子から他の分子への水素原子の移動である還元反応は、移動水素化と呼ばれる。ケトンへの水素移動反応が起こるとアルコールが生成し（メールワイン・ポンドルフ・バーレー還元）、ここでキラルな遷移金属触媒が存在すると反応が立体選択的に進行する。キラルなジアミンが存在すると、ルテニウムがアリルケトンとイソプロパノールの間での立体選択的な水素移動を触媒する。なお、ルテニウムの代わりにサマリウム(III)、イリジウム(I)、ロジウム(I)など他の金属イオンも用いられることがある。
(8)
蟻酸や蟻酸塩も、水素移動型水素化の還元剤として用いられる。単純なアリルケトンは、キラルなアミノアルコールが配位子に入った時に立体選択的に還元される。
(9)
遷移金属触媒は、還元剤として反応によって消費される水素ガスと共に用いられることもある。キレート配位するケトンは、キラルなRu(BINAP)触媒の存在下で立体選択的に還元される。新たに生成した不斉中心の立体配置は、BINAPを使った水素化のモデル（図(3)参照）によって予測される。
(10)
ヒドロシリル化も、シリルエーテルの加水分解の後にケトンを還元するのに使われることがある。ロジウム(I)やロジウム(III)の塩が、ヒドロシリル化を行う際、特に使用頻度の高い触媒である。PyBOX配位子があると、不斉誘導が起こる。
(11)

### 酵素による還元
微生物には、ある種の単純なケトンを、非常に高い立体選択性を持って還元する種がいる。他の微生物を用いることもできるが、パン酵母（英語版）は酵素によってケトンを還元するのに最もよく用いられる。ただし、微生物の酵素の立体選択性は簡単に変更できるものではないために、"天然型ではない"エナンチオマーをこの還元法で得るのは非常に難しい。
(12)

## 実験の条件と進め方

### 例
例はOhkuma, T.; Ooka, H.; Hashiguchi, S.; Ikariya, T.; Noyori, R. J. Am. Chem. Soc. 1995, 117, 2675.によった。
(13)
(S,S)-1,2-ジフェニルエチレンジアミン (122) (7.5 mg, 0.035 mmol)とKOH-2-プロパノール溶液 (140 μL, 0.070 mmol)を、2-プロパノール(10 mL)に加え、混合物の凍結と融解を繰り返して気泡を抜く。この溶液にRuCl2[(S)-BINAP](dmf)n (269) (33.1 mg, 0.035 mmol)を加え、混合溶液に10分間超音波を当てて触媒を作用させる。1-アセトナフトン(30.0 g, 176 mmol)を2-プロパノール(90 mL)に溶かして同様に気泡を抜く。これら2つの溶液をオートクレーブに移し、水素を8 atmで反応させながら、溶液を28 ℃で24時間激しく攪拌し続ける。水素を抜いてから減圧して溶媒を取り除き、残った溶液を蒸留して(R)-1-(1-ナフチル)エタノール (27.90 g, 収率92%, 95% ee), bp 98–100°/0.5 mmHg, [α]25D + 75.8° (c 0.99, エーテル) (文献値 (270) [α]25D + 82.1° (c 1.0, エーテル))。1HNMR > 99%.1H NMR (CDCl3/TMS): δ 1.64 (d, J = 6 Hz, 3 H), 1.95 (bs, 1 H), 5.64 (q, J = 6 Hz, 1 H), 7.43–8.10 (m, 7 H); 13C NMR(CDCl3/TMS): δ 25.50, 70.56, 123.9, 124.1, 126.5, 126.8, 128.2,128.9, 132.6, 134.0, 134.4, 142.8.